# 利斯特拉克梅多克
利斯特拉克梅多克（法語：Listrac-Médoc，法語發音：[listʁak medɔk]）是法国吉伦特省的一个市镇，属于莱斯帕尔梅多克区。

## 地理
利斯特拉克梅多克（45°4'26"N, 0°47'29"W）面积61.9 平方千米，位于法国新阿基坦大区吉倫特省，该省份为法国西南部沿海省份，是法國本土面积最大的省，北起滨海夏朗德省，西临大西洋，南至朗德省，东南接洛特-加龍省，东临多爾多涅省。
与利斯特拉克梅多克接壤的市镇（或旧市镇、城区）包括：圣洛朗梅多克、梅多克地区穆利斯、布拉什、卡尔康、屈萨克福尔梅多克、拉马克、圣埃莱娜。

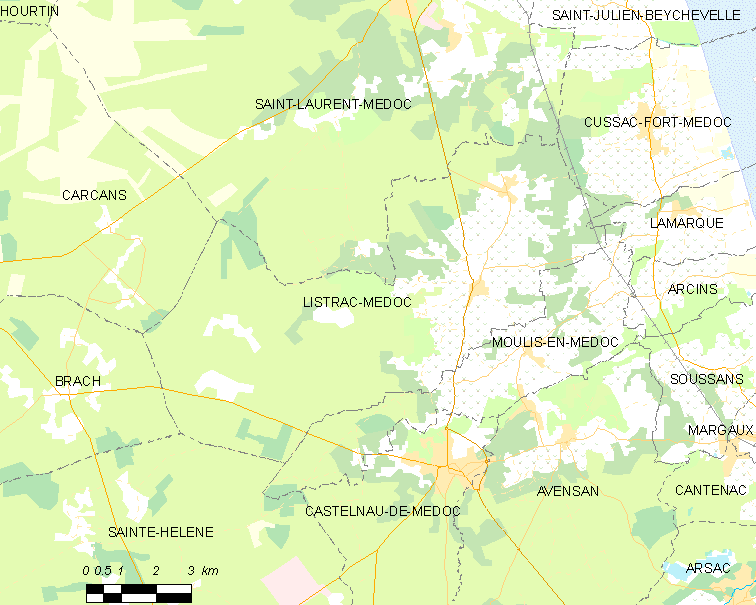
利斯特拉克梅多克的OSM定位图

利斯特拉克梅多克的时区为UTC+01:00、UTC+02:00（夏令时）。

## 行政
利斯特拉克梅多克的邮政编码为33480，INSEE市镇编码为33248。

## 政治
利斯特拉克梅多克所属的省级选区为南梅多克县。

## 人口

1962-2008年间利斯特拉克梅多克人口变化图示

利斯特拉克梅多克于2022年1月1日时的人口数量为2801人。